# Historia medicinal de las cosas que se traen de nuestras Indias Occidentales

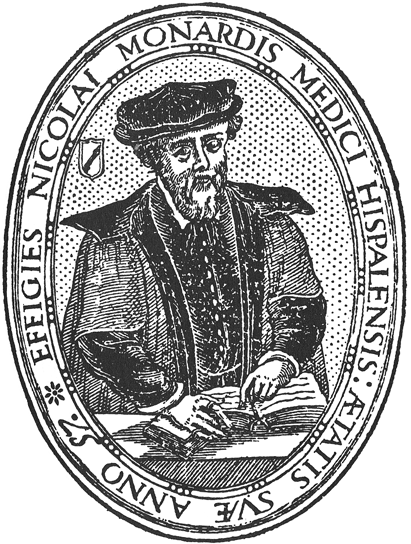
Portait de Nicolás Monardes à 57 ans (extrait de la page titre de l'édition de 1569).

Historia medicinal de las cosas que se traen de nuestras Indias Occidentales (Histoire médicinale des choses qui sont apportées de nos Indes occidentales) est le titre standard d'un ouvrage de Nicolás Monardes (1493-1588), médecin et botaniste espagnol. Cet ouvrage a été publié à Séville en trois parties sous des titres différents, faisant l'objet de plusieurs éditions successives progressivement augmentées, en 1565, 1569 et 1574 (édition complète), plus une réimpression inchangée de l'édition de 1574 en 1580. 
Cet ouvrage se propose d'étudier et d'expérimenter les produits et les médicaments du Nouveau Monde pour explorer leurs propriétés pharmacologiques. Il a été traduit en latin par Charles de L'Écluse et en anglais par John Frampton (en). 

## Détails des éditions
Les titres et éditions successives sont les suivants :
- 1565 : Dos libros ...
- 1569 : Dos libros, el uno que trata de todas las cosas que se traen de nuestras Indias Occidentales, que sirven al uso de la medicina, y el otro que trata de la piedra bezaar, y de la yerva escuerçonera. Séville : Hernando Díaz
- 1574 : Primera y segunda y tercera partes de la historia medicinal de las cosas que se traen de nuestras Indias Occidentales, que sirven en medicina; Tratado de la piedra bezaar, y dela yerva escuerçonera; Dialogo de las grandezas del hierro, y de sus virtudes medicinales; Tratado de la nieve, y del beuer frío. Séville : Alonso Escrivano
- 1580 : réimpression de l'édition de 1574. Séville : Fernando Díaz.

## Traduction en latin

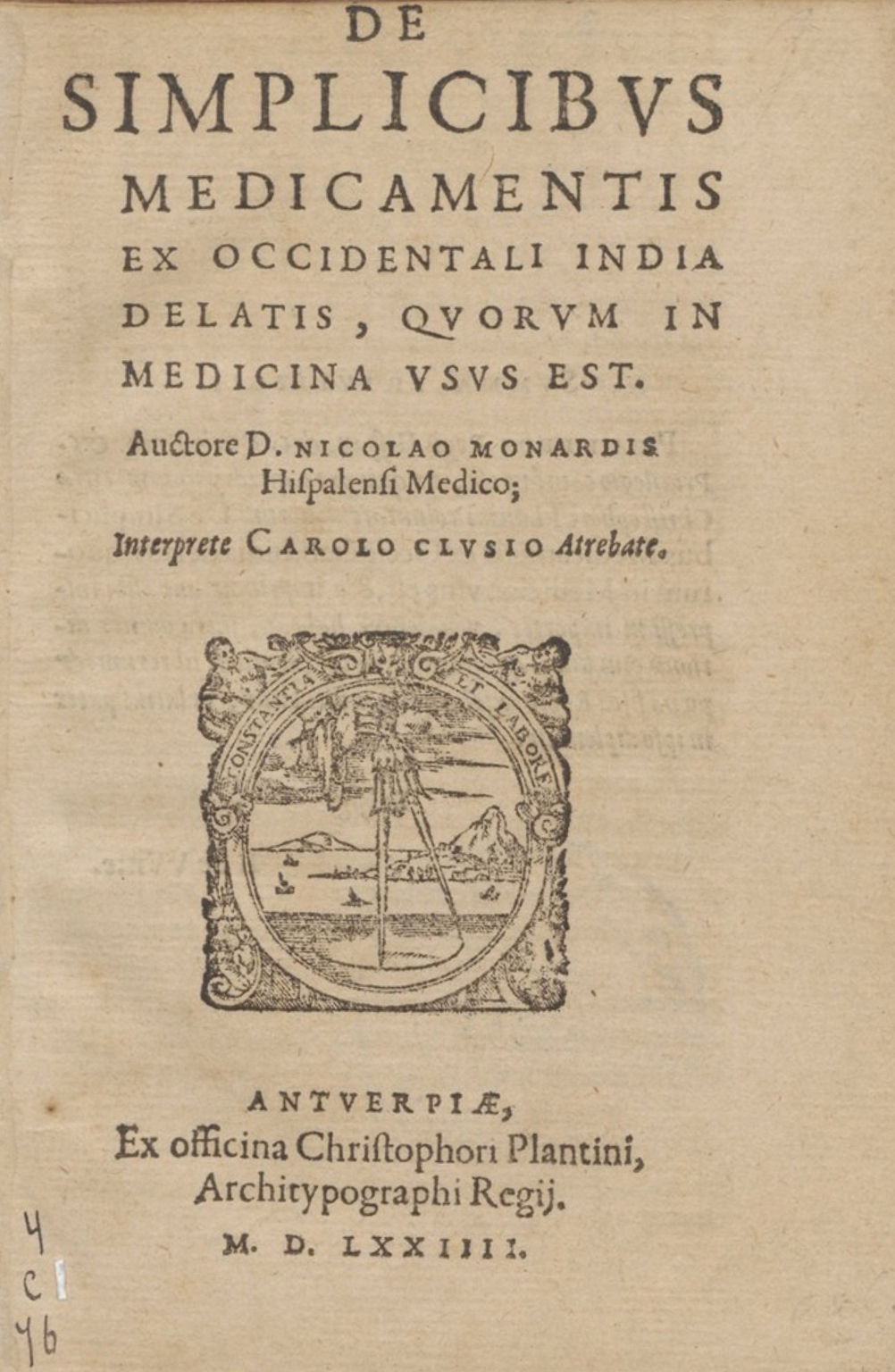
De simplicibus medicamentis, 1574 (page de titre).

Une traduction latine, abrégée, avec des commentaires éditoriaux, a été rédigée par Charles de L'Écluse. Elle a fait l'objet de plusieurs éditions :  
- 1574 : De simplicibus medicamentis ex occidentali India delatis quorum in medicina usus est. Anvers : Plantin ;
- 1579 : Simplicium medicamentorum ex novo orbe delatorum, quorum in medicina usus est, historia: revisada con más comentarios. Anvers : Plantin ;
- 1582 : édition révisée et incluse dans un recueil de traductions de Garcia de Orta, Nicolás Monardes et Cristóbal da Costa ;
- 1593 : autre édition révisée de ce recueil ;
- 1605 : dernière révision, avec plus de commentaires et d'illustrations, incluse dans l’Exoticorum libri decem de Charles de L'Écluse.